# اتاق‌های سنگی سماقان (فرهاد تراش)
اتاقهای سنگی سماقان (فرهاد تراش) مربوط به هزاره اول قبل از میلاد است و در شهرستان شاهین دژ، روستای سماقان واقع شده و این اثر در تاریخ ۱۲ بهمن ۱۳۸۱ با شمارهٔ ثبت ۷۳۸۶ به‌عنوان یکی از آثار ملی ایران به ثبت رسیده است.